# Élections municipales partielles françaises de 2022
Des élections municipales partielles ont lieu en 2022 en France.
Cette liste concerne uniquement les communes de plus de 2 000 habitants au 1er janvier 2022 (populations légales 2019).

## Bilan
| Partis       | Partis                               | Maires sortants | Maires élus | Évolution     |
| ------------ | ------------------------------------ | --------------- | ----------- | ------------- |
|              | Divers droite                        | 16              | 10          | 6             |
|              | Les Républicains                     | 6               | 4           | 2             |
|              | Union des démocrates et indépendants | 1               | 1           | en stagnation |
|              | Amuitahiraa                          | 1               | 1           | en stagnation |
| Total droite | Total droite                         | 23              | 16          | 7             |
|              | Divers gauche                        | 3               | 6           | 3             |
|              | Parti socialiste                     | 2               | 2           | en stagnation |
|              | FGPS                                 | 1               | 1           | en stagnation |
|              | Parti communiste français            | 1               | 0           | 1             |
| Total gauche | Total gauche                         | 7               | 9           | 2             |
|              | Sans étiquette                       | 3               | 8           | 5             |
|              | Écologiste                           | 1               | 0           | 1             |
| Total divers | Total divers                         | 4               | 7           | 3             |
|              | Divers centre                        | 0               | 2           | 2             |
|              | GUSR                                 | 1               | 1           | en stagnation |
| Total centre | Total centre                         | 1               | 3           | 2             |
| Total        | Total                                | 36              | 36          | -             |

## Élections

### Arue(Polynésie française)
- Maire sortante : Teura Iriti (Tahoeraa)
- Maire réélue : Teura Iriti (Tahoeraa)

- Contexte : Annulation du scrutin des 15 mars et 28 juin 2020 par le tribunal administratif de Papeete puis confirmé par le Conseil d'État le 10 novembre 2021.

|                              | Teura Iriti * | Tahoeraa    | 2 737 | 71,59  | 29 |  |
| Arue ia Papa’oa              |               |             | 2 737 | 71,59  | 29 |  |
|                              | Léo Marais    | Tapura      | 804   | 21,03  | 3  |  |
| Tapura no Arue               |               |             | 804   | 21,03  | 3  |  |
|                              | Tepuanui Snow | DIV         | 282   | 7,38   | 1  |  |
| Ia Ora o Arue                |               |             | 282   | 7,38   | 1  |  |
|                              |               |             |       |        |    |  |
| Inscrits                     | Inscrits      | Inscrits    | 6 989 | 100,00 |    |  |
| Abstentions                  | Abstentions   | Abstentions | 3 101 | 44,37  |    |  |
| Votants                      | Votants       | Votants     | 3 888 | 55,63  |    |  |
| Blancs                       | Blancs        | Blancs      | 48    | 1,23   |    |  |
| Nuls                         | Nuls          | Nuls        | 17    | 0,44   |    |  |
| Exprimés                     | Exprimés      | Exprimés    | 3 823 | 98,33  |    |  |
| * Liste de la maire sortante |               |             |       |        |    |  |

### Bondy(Seine-Saint-Denis)
- Maire sortant : Stephen Hervé (LR)
- Maire réélu : Stephen Hervé (LR)

- Contexte : Annulation du scrutin des 15 mars et 28 juin 2020 par le Conseil d'État.

La liste de droite et du centre du maire sortant, Stephen Hervé, manque de peu l'élection au 1er tour,. Le second tour est un nouveau duel face à l'ancienne maire PS, Sylvine Thomassin. Les listes de deux anciens adjoints de la maire, communiste et insoumis, ne dépassent pas les cinq pour cent.
| Tête de liste                                   | Tête de liste     | Liste                       | Premier tour | Premier tour | Second tour | Second tour | Sièges | Sièges |
| Tête de liste                                   | Tête de liste     | Liste                       | Voix         | %            | Voix        | %           | CM     | CMGP   |
| ----------------------------------------------- | ----------------- | --------------------------- | ------------ | ------------ | ----------- | ----------- | ------ | ------ |
|                                                 | Stephen Hervé *   | LR - UDI - MoDem - SL       | 4 591        | 49,89        | 6 111       | 61,39       | 37     | 1      |
| Pour Bondy, allons plus loin                    |                   |                             | 4 591        | 49,89        | 6 111       | 61,39       | 37     | 1      |
|                                                 | Sylvine Thomassin | PS - PCF - EÉLV - G·s - PRG | 3 380        | 36,73        | 3 843       | 38,61       | 8      | 0      |
| Avec vous pour Bondy                            |                   |                             | 3 380        | 36,73        | 3 843       | 38,61       | 8      | 0      |
|                                                 | Vincent Duguet    | DVG                         | 500          | 5,43         |             |             |        |        |
| Bondy autrement                                 |                   |                             | 500          | 5,43         |             |             |        |        |
|                                                 | Jamal Ammouri     | LFI - PEPS                  | 370          | 4,02         |             |             |        |        |
| Pour une gauche sociale, insoumise et populaire |                   |                             | 370          | 4,02         |             |             |        |        |
|                                                 | Sylvie Badoux     | PCF                         | 361          | 3,92         |             |             |        |        |
| Bondy, c'est vous !                             |                   |                             | 361          | 3,92         |             |             |        |        |
|                                                 |                   |                             |              |              |             |             |        |        |
| Inscrits                                        | Inscrits          | Inscrits                    | 25 391       | 100,00       | 25 339      | 100,00      |        |        |
| Abstentions                                     | Abstentions       | Abstentions                 | 15 965       | 62,86        | 14 989      | 59,15       |        |        |
| Votants                                         | Votants           | Votants                     | 9 426        | 37,14        | 10 350      | 40,85       |        |        |
| Blancs                                          | Blancs            | Blancs                      | 131          | 1,39         | 229         | 2,21        |        |        |
| Nuls                                            | Nuls              | Nuls                        | 96           | 1,02         | 167         | 1,61        |        |        |
| Exprimés                                        | Exprimés          | Exprimés                    | 9 202        | 97,62        | 9 954       | 96,17       |        |        |
| * Liste du maire sortant                        |                   |                             |              |              |             |             |        |        |

### Capesterre-de-Marie-Galante(Guadeloupe)
- Maire sortant : Jean-Claude Maes (GUSR)
- Maire réélu : Jean-Claude Maes (GUSR)

- Contexte : Annulation du scrutin des 15 mars et 28 juin 2020 par le tribunal administratif de la Guadeloupe puis confirmé par le Conseil d'État.

|                                | Jean-Claude Maes * | GUSR           | 1 439 | 62,89  | 19 | 4 |
| Réussir Capesterre ensemble    |                    |                | 1 439 | 62,89  | 19 | 4 |
|                                | Betty Besry        | DVG            | 849   | 37,11  | 4  | 1 |
| Pour notre nouvelle Capesterre |                    |                | 849   | 37,11  | 4  | 1 |
|                                |                    |                |       |        |    |   |
| Inscrits                       | Inscrits           | Inscrits       | 3 168 | 100,00 |    |   |
| Abstentions                    | Abstentions        | Abstentions    | 832   | 26,26  |    |   |
| Votants                        | Votants            | Votants        | 2 336 | 73,74  |    |   |
| Blancs et nuls                 | Blancs et nuls     | Blancs et nuls | 48    | 2,05   |    |   |
| Exprimés                       | Exprimés           | Exprimés       | 2 288 | 97,95  |    |   |
| * Liste du maire sortant       |                    |                |       |        |    |   |

### Carros(Alpes-Maritimes)
- Maire sortant : Yannick Bernard (DVD)
- Maire réélu : Yannick Bernard (DVD)

- Contexte : Annulation du scrutin des 15 mars et 28 juin 2020 par le tribunal administratif de Nice puis confirmé par le Conseil d'État.

| Tête de liste              | Tête de liste     | Liste          | Premier tour | Premier tour | Second tour | Second tour | Sièges | Sièges |
| Tête de liste              | Tête de liste     | Liste          | Voix         | %            | Voix        | %           | CM     | MNCA   |
| -------------------------- | ----------------- | -------------- | ------------ | ------------ | ----------- | ----------- | ------ | ------ |
|                            | Yannick Bernard * | DVD            | 2 576        | 49,04        | 3 027       | 54,25       | 26     | 2      |
| Carros, Terre d'énergies   |                   |                | 2 576        | 49,04        | 3 027       | 54,25       | 26     | 2      |
|                            | Charles Scibetta  | DVG            | 2 124        | 40,43        | 2 554       | 45,75       | 7      | 0      |
| Carros ensemble            |                   |                | 2 124        | 40,43        | 2 554       | 45,75       | 7      | 0      |
|                            | Marcel Duthilleul | RN             | 303          | 5,77         |             |             |        |        |
| Rassemblement pour Carros  |                   |                | 303          | 5,77         |             |             |        |        |
|                            | Michel Cuoco      | ÉCO            | 250          | 4,76         |             |             |        |        |
| Carros solidaire et réunie |                   |                | 250          | 4,76         |             |             |        |        |
|                            |                   |                |              |              |             |             |        |        |
| Inscrits                   | Inscrits          | Inscrits       | 9 089        | 100,00       | 9 089       | 100,00      |        |        |
| Abstentions                | Abstentions       | Abstentions    | 3 721        | 40,94        | 3 322       | 36,55       |        |        |
| Votants                    | Votants           | Votants        | 5 368        | 59,06        | 5 767       | 63,45       |        |        |
| Blancs et nuls             | Blancs et nuls    | Blancs et nuls | 115          | 2,14         | 186         | 3,23        |        |        |
| Exprimés                   | Exprimés          | Exprimés       | 5 253        | 97,86        | 5 581       | 96,77       |        |        |
| * Liste du maire sortant   |                   |                |              |              |             |             |        |        |

### Chabeuil(Drôme)
- Maire sortante : Lysiane Vidana (SE)
- Maire élu : Alban Pano (DVD)

- Contexte : Démission de plus d'un tiers des membres du conseil municipal.

| Tête de liste                          | Tête de liste       | Liste       | Premier tour | Premier tour | Second tour | Second tour | Sièges | Sièges |
| Tête de liste                          | Tête de liste       | Liste       | Voix         | %            | Voix        | %           | CM     | CA     |
| -------------------------------------- | ------------------- | ----------- | ------------ | ------------ | ----------- | ----------- | ------ | ------ |
|                                        | Alban Pano          | DVD         | 1 049        | 38,92        | 1 346       | 45,72       | 22     |        |
| Chabeuil, nouvelle énergie             |                     |             | 1 049        | 38,92        | 1 346       | 45,72       | 22     |        |
|                                        | Pascal Pertusa      | LREM        | 1 024        | 38,00        | 1 225       | 41,61       | 6      |        |
| La Force de l’expérience pour Chabeuil |                     |             | 1 024        | 38,00        | 1 225       | 41,61       | 6      |        |
|                                        | Cécile Trempil      | DVG         | 406          | 15,06        | 373         | 12,67       | 1      |        |
| Le Chemin des possibles                |                     |             | 406          | 15,06        | 373         | 12,67       | 1      |        |
|                                        | Pierre-Marie Dieval | ÉCO         | 216          | 8,01         |             |             |        |        |
| Cultivons Chabeuil                     |                     |             | 216          | 8,01         |             |             |        |        |
|                                        |                     |             |              |              |             |             |        |        |
| Inscrits                               | Inscrits            | Inscrits    | 5 854        | 100,00       |             | 100,00      |        |        |
| Abstentions                            | Abstentions         | Abstentions |              | 52,48        |             | 48,91       |        |        |
| Votants                                | Votants             | Votants     |              | 47,52        |             | 51,09       |        |        |
| Blancs et nuls                         |                     |             |              |              |             |             |        |        |
| Exprimés                               | Exprimés            | Exprimés    | 2 695        |              | 2 944       |             |        |        |

### Châtillon-sur-Thouet(Deux-Sèvres)
- Maire sortant : Claude Dieumegard (UDI)
- Maire élue : Marie-Noëlle Beau (UDI)

- Contexte : Démission de plus d'un tiers (10) des membres du conseil municipal.

| Tête de liste             | Tête de liste     | Liste          | Premier tour | Premier tour | Sièges | Sièges |
| Tête de liste             | Tête de liste     | Liste          | Voix         | %            | CM     | CC     |
| ------------------------- | ----------------- | -------------- | ------------ | ------------ | ------ | ------ |
|                           | Marie-Noëlle Beau | UDI            | 596          | 54,68        | 18     | 3      |
| Châtillon avant tout      |                   |                | 596          | 54,68        | 18     | 3      |
|                           | Céline Bonneau    | SE             | 494          | 45,32        | 5      | 1      |
| Construisons notre avenir |                   |                | 494          | 45,32        | 5      | 1      |
|                           |                   |                |              |              |        |        |
| Inscrits                  | Inscrits          | Inscrits       | 2 146        | 100,00       |        |        |
| Abstentions               | Abstentions       | Abstentions    | 1 027        | 47,86        |        |        |
| Votants                   | Votants           | Votants        | 1 119        | 52,14        |        |        |
| Blancs et nuls            | Blancs et nuls    | Blancs et nuls | 29           | 2,59         |        |        |
| Exprimés                  | Exprimés          | Exprimés       | 1 090        | 97,41        |        |        |

### Collonges-sous-Salève(Haute-Savoie)
- Maire sortante : Valérie Thoret-Mairesse (DVD)
- Maire élu : Vincent Lecaque (DVC)

- Contexte : Démission de plus d'un tiers des membres du conseil municipal.

| Tête de liste                 | Tête de liste     | Liste       | Premier tour | Premier tour | Sièges | Sièges |
| Tête de liste                 | Tête de liste     | Liste       | Voix         | %            | CM     | CC     |
| ----------------------------- | ----------------- | ----------- | ------------ | ------------ | ------ | ------ |
|                               | Vincent Lecaque   | DVC         | 475          | 59,82        | 22     | 3      |
| L’union pour Collonges        |                   |             | 475          | 59,82        | 22     | 3      |
|                               | Suzanne Karademir | DVD         | 319          | 40,18        | 5      | 1      |
| Vivre à Collonges-sous-Salève |                   |             | 319          | 40,18        | 5      | 1      |
|                               |                   |             |              |              |        |        |
| Inscrits                      | Inscrits          | Inscrits    | 1 995        | 100,00       |        |        |
| Abstentions                   | Abstentions       | Abstentions | 1 174        | 58,85        |        |        |
| Votants                       | Votants           | Votants     | 821          | 41,15        |        |        |
| Blancs                        | Blancs            | Blancs      | 16           | 1,95         |        |        |
| Nuls                          | Nuls              | Nuls        | 11           | 1,34         |        |        |
| Exprimés                      | Exprimés          | Exprimés    | 794          | 96,71        |        |        |

### Coutiches(Nord)
- Maire sortant : Pascal Fromont (DVD)
- Maire réélu : Pascal Fromont (DVD)

- Contexte : Démission de plus d'un tiers des membres du conseil municipal.

| Tête de liste                     | Tête de liste    | Liste          | Premier tour | Premier tour | Sièges | Sièges |
| Tête de liste                     | Tête de liste    | Liste          | Voix         | %            | CM     | CC     |
| --------------------------------- | ---------------- | -------------- | ------------ | ------------ | ------ | ------ |
|                                   | Pascal Fromont * | DVD            | 662          | 54,31        | 18     | 1      |
| Mieux vivre à Coutiches           |                  |                | 662          | 54,31        | 18     | 1      |
|                                   | Anne Debarge     | ECO            | 295          | 24,20        | 3      | 0      |
| Coutiches vert demain             |                  |                | 295          | 24,20        | 3      | 0      |
|                                   | Gregory Abraham  | DVD            | 262          | 21,49        | 2      | 0      |
| Unis et dynamiques pour Coutiches |                  |                | 262          | 21,49        | 2      | 0      |
|                                   |                  |                |              |              |        |        |
| Inscrits                          | Inscrits         | Inscrits       | 2 456        | 100,00       |        |        |
| Abstentions                       | Abstentions      | Abstentions    | 1 214        | 49,43        |        |        |
| Votants                           | Votants          | Votants        | 1 242        | 50,57        |        |        |
| Blancs et nuls                    | Blancs et nuls   | Blancs et nuls | 9            | 0,72         |        |        |
| Nuls                              | Nuls             | Nuls           | 14           | 1,12         |        |        |
| Exprimés                          | Exprimés         | Exprimés       | 1 219        | 98,15        |        |        |
| * Liste du maire sortant          |                  |                |              |              |        |        |

### Crécy-la-Chapelle(Seine-et-Marne)
- Maire sortant : Bernard Carouge (DVD)
- Maire élue : Christine Autenzio (SE)

- Contexte : Démission de plus d'un tiers des membres du conseil municipal.

|                                       | Christine Autenzio | SE          | 733   | 51,51  | 21 | 3 |
| Un nouvel élan pour Crécy-la-Chapelle |                    |             | 733   | 51,51  | 21 | 3 |
|                                       | Bernard Carouge *  | DVD         | 417   | 29,30  | 4  | 1 |
| Bien vivre à Crécy-la-Chapelle        |                    |             | 417   | 29,30  | 4  | 1 |
|                                       | Sébastien Chimot   | DVD         | 273   | 19,18  | 2  | 0 |
| Pour Crécy et les Créçois             |                    |             | 273   | 19,18  | 2  | 0 |
|                                       |                    |             |       |        |    |   |
| Inscrits                              | Inscrits           | Inscrits    | 3 493 | 100,00 |    |   |
| Abstentions                           | Abstentions        | Abstentions | 2 038 | 58,34  |    |   |
| Votants                               | Votants            | Votants     | 1 455 | 41,65  |    |   |
| Blancs                                | Blancs             | Blancs      | -     | -      |    |   |
| Nuls                                  | Nuls               | Nuls        | -     | -      |    |   |
| Exprimés                              | Exprimés           | Exprimés    | 1 423 | 97,80  |    |   |
| * Liste du maire sortant              |                    |             |       |        |    |   |

### Erstein(Bas-Rhin)
- Maire sortant : Michel Andreu-Sanchez (LR)
- Maire élu : Benoît Dintrich (DVG)

- Contexte : Confirmation du scrutin des 3 et 10 juillet 2022 par la préfecture du Bas-Rhin. La majorité municipale menée par Michel Andreu-Sanchez voit ses élus démissionner les uns après les autres, le 22 avril 2022, le groupe d'opposition mené par Patrick Kiefer démissionne, ce qui provoque la tenue d'élections partielles totales étant donné qu'un tiers du conseil municipal élu en 2020 n'est plus membre de ce dernier. (Source : DNA du 27 avril 2022).

| Tête de liste                   | Tête de liste     | Liste          | Premier tour | Premier tour | Second tour | Second tour | Sièges | Sièges |
| Tête de liste                   | Tête de liste     | Liste          | Voix         | %            | Voix        | %           | CM     | CC     |
| ------------------------------- | ----------------- | -------------- | ------------ | ------------ | ----------- | ----------- | ------ | ------ |
|                                 | Benoît Dintrich   | DVG            | 1 393        | 43,82        | 1 738       | 56,78       | 26     | 8      |
| Des valeurs pour Erstein        |                   |                | 1 393        | 43,82        | 1 738       | 56,78       | 26     | 8      |
|                                 | Anne-Marie Lutz * | DVC            | 906          | 28,50        | 962         | 31,43       | 5      | 4      |
| Erstein avance                  |                   |                | 906          | 28,50        | 962         | 31,43       | 5      | 4      |
|                                 | Jean-Jacques Raul | DVD            | 506          | 15,92        |             |             |        |        |
| Erstein ensemble                |                   |                | 506          | 15,92        |             |             |        |        |
|                                 | Kévin Diebold     | DVD            | 374          | 11,76        | 361         | 11,79       | 2      | 0      |
| Rassembler Erstein              |                   |                | 374          | 11,76        | 361         | 11,79       | 2      | 0      |
|                                 |                   |                |              |              |             |             |        |        |
| Inscrits                        | Inscrits          | Inscrits       | 7 979        | 100,00       | 7 982       | 100,00      |        |        |
| Abstentions                     | Abstentions       | Abstentions    | 4 739        | 59,39        | 4 921       | 61,65       |        |        |
| Votants                         | Votants           | Votants        | 3 240        | 40,61        | 3 105       | 38,90       |        |        |
| Blancs et nuls                  | Blancs et nuls    | Blancs et nuls | 61           | 1,88         | 44          | 1,42        |        |        |
| Exprimés                        | Exprimés          | Exprimés       | 3 179        | 98,12        | 3 061       | 98,58       |        |        |
| * Liste de la majorité sortante |                   |                |              |              |             |             |        |        |

### L'Étang-Salé(La Réunion)
- Maire sortant : Jean-Claude Lacouture (LR)
- Maire élu : Mathieu Hoarau (DVD)

- Contexte : Confirmation du scrutin des 15 mars et 28 juin 2020 par le tribunal administratif de La Réunion puis annulé par le Conseil d'État le 27 décembre 2021. Jean-Claude Lacouture n'avait gagné que d'une voix d'avance en 2020. A l'issue de l'élection partielle, il est largement battu, dès le 1er tour, par son opposant de 2020, Mathieu Hoarau, qui devient maire[6],[7].

| Tête de liste                               | Tête de liste           | Liste          | Premier tour | Premier tour | Sièges | Sièges |
| Tête de liste                               | Tête de liste           | Liste          | Voix         | %            | CM     | CC     |
| ------------------------------------------- | ----------------------- | -------------- | ------------ | ------------ | ------ | ------ |
|                                             | Mathieu Hoarau          | DVC - LVC      | 4 238        | 50,68        | 25     | 4      |
| L'Étang-Salé uni                            |                         |                | 4 238        | 50,68        | 25     | 4      |
|                                             | Jean-Claude Lacouture * | LR - OR        | 3 372        | 40,30        | 7      | 1      |
| Liste d'action municipale pour L'Étang-Salé |                         |                | 3 372        | 40,30        | 7      | 1      |
|                                             | Gilles Leperlier        | SE             | 755          | 9,03         | 1      | 0      |
| Mieux vivre ensemble à L'Étang-Salé         |                         |                | 755          | 9,03         | 1      | 0      |
|                                             |                         |                |              |              |        |        |
| Inscrits                                    | Inscrits                | Inscrits       | 12 455       | 100,00       |        |        |
| Abstentions                                 | Abstentions             | Abstentions    | 3 833        | 30,77        |        |        |
| Votants                                     | Votants                 | Votants        | 8 622        | 69,23        |        |        |
| Blancs et nuls                              | Blancs et nuls          | Blancs et nuls | 259          | 3,00         |        |        |
| Exprimés                                    | Exprimés                | Exprimés       | 8 363        | 97,00        |        |        |
| * Liste du maire sortant                    |                         |                |              |              |        |        |

### La Léchère(Savoie)
- Maire sortant : Jean-François Rochaix (PCF)
- Maire élu : Dominique Colliard

- Contexte : Décès du maire et démission d'une conseillère municipale.

| Tête de liste                     | Tête de liste      | Liste       | Premier tour | Premier tour | Sièges | Sièges |
| Tête de liste                     | Tête de liste      | Liste       | Voix         | %            | CM     | CC     |
| --------------------------------- | ------------------ | ----------- | ------------ | ------------ | ------ | ------ |
|                                   | Dominique Colliard | DVG         | 732          | 59,42        | 22     | 7      |
| Partageons demain                 |                    |             | 732          | 59,42        | 22     | 7      |
|                                   | Ghislaine Morard   | DVG         | 500          | 40,58        | 5      | 2      |
| Un avenir citoyen pour La Léchère |                    |             | 500          | 40,58        | 5      | 2      |
|                                   |                    |             |              |              |        |        |
| Inscrits                          | Inscrits           | Inscrits    | 2 172        | 100,00       |        |        |
| Abstentions                       | Abstentions        | Abstentions | 920          | 42,36        |        |        |
| Votants                           | Votants            | Votants     | 1 252        | 57,64        |        |        |
| Blancs                            | Blancs             | Blancs      | 9            | 0,72         |        |        |
| Nuls                              | Nuls               | Nuls        | 11           | 0,88         |        |        |
| Exprimés                          | Exprimés           | Exprimés    | 1 232        | 98,40        |        |        |

### La Roche-sur-Foron(Haute-Savoie)
- Maire sortant : Jean-Claude Georget (DVE)
- Maire élu : Pierrick Ducimetière (DVD)

- Contexte : à la suite de plusieurs démissions intervenues au sein du conseil municipal de la commune de la Roche-sur-Foron depuis le dernier renouvellement général de mars 2020, le conseil municipal ne compte plus désormais que 20 élus sur 33. Conformément à l’article L.270 du code électoral, pour les communes de 1000 habitants et plus, il est procédé à une élection partielle intégrale lorsque le conseil municipal a perdu au moins un tiers de ses membres et que le remplacement par le suivant de liste ne peut plus être appliqué.

| Tête de liste            | Tête de liste        | Liste          | Premier tour | Premier tour | Second tour | Second tour | Sièges | Sièges |
| Tête de liste            | Tête de liste        | Liste          | Voix         | %            | Voix        | %           | CM     | CC     |
| ------------------------ | -------------------- | -------------- | ------------ | ------------ | ----------- | ----------- | ------ | ------ |
|                          | Pierrick Ducimetière | DVD            | 1 235        | 33,05        | 1 635       | 44,47       | 24     | 11     |
| La Roche !               |                      |                | 1 235        | 33,05        | 1 635       | 44,47       | 24     | 11     |
|                          | Jehanne Degrasset    | ÉCO            | 966          | 25,85        | 1 152       | 31,33       | 5      | 2      |
| La Roche Autrement       |                      |                | 966          | 25,85        | 1 152       | 31,33       | 5      | 2      |
|                          | Patrice Contat       | SE             | 831          | 22,24        | 890         | 24,20       | 4      | 2      |
| La Roche Ensemble        |                      |                | 831          | 22,24        | 890         | 24,20       | 4      | 2      |
|                          | Michel Montant       | SE             | 705          | 18,87        |             |             |        |        |
| La Roche, ville d’Avenir |                      |                | 705          | 18,87        |             |             |        |        |
|                          |                      |                |              |              |             |             |        |        |
| Inscrits                 | Inscrits             | Inscrits       | 7 233        | 100,00       | 7 236       | 100,00      |        |        |
| Abstentions              | Abstentions          | Abstentions    | 3 409        | 47,13        | 3 471       | 47,97       |        |        |
| Votants                  | Votants              | Votants        | 3 824        | 52,87        | 3 765       | 52,03       |        |        |
| Blancs et nuls           | Blancs et nuls       | Blancs et nuls | 87           | 2,26         | 88          | 2,34        |        |        |
| Exprimés                 | Exprimés             | Exprimés       | 3 737        | 97,24        | 3 677       | 97,66       |        |        |

### Lamentin(Guadeloupe)
- Maire sortant : Jocelyn Sapotille (FGPS)
- Maire réélu : Jocelyn Sapotille (FGPS)

- Contexte : Annulation du scrutin des 15 mars et 28 juin 2020 par le tribunal administratif de la Guadeloupe puis confirmé par le Conseil d'État.

| Tête de liste                                      | Tête de liste       | Liste          | Premier tour | Premier tour | Second tour | Second tour | Sièges | Sièges |
| Tête de liste                                      | Tête de liste       | Liste          | Voix         | %            | Voix        | %           | CM     | CA     |
| -------------------------------------------------- | ------------------- | -------------- | ------------ | ------------ | ----------- | ----------- | ------ | ------ |
|                                                    | Jocelyn Sapotille * | FGPS           | 2 725        | 47,62        | 3 428       | 52,00       | 26     | 7      |
| Ensemble, continuons la réussite                   |                     |                | 2 725        | 47,62        | 3 428       | 52,00       | 26     | 7      |
|                                                    | José Toribio        | LFI            | 1 870        | 32,68        | 2 574       | 39,00       | 6      | 2      |
| Parti socialiste guadeloupéen et autres démocrates |                     |                | 1 870        | 32,68        | 2 574       | 39,00       | 6      | 2      |
|                                                    | Reinette Juliard    | DVD            | 645          | 11,27        | 535         | 8,00        | 1      | 0      |
| Lamentin demain                                    |                     |                | 645          | 11,27        | 535         | 8,00        | 1      | 0      |
|                                                    | Annick Abela        | DVC            | 327          | 5,71         |             |             |        |        |
| Renaître                                           |                     |                | 327          | 5,71         |             |             |        |        |
|                                                    | Georges Boucard     | PARÉÉ          | 155          | 2,71         |             |             |        |        |
| Lamentin en action                                 |                     |                | 155          | 2,71         |             |             |        |        |
|                                                    |                     |                |              |              |             |             |        |        |
| Inscrits                                           | Inscrits            | Inscrits       | 12 733       | 100,00       | 12 735      | 100,00      |        |        |
| Abstentions                                        | Abstentions         | Abstentions    | 6 833        | 53,66        | 5 948       | 46,71       |        |        |
| Votants                                            | Votants             | Votants        | 5 900        | 46,34        | 6 787       | 53,29       |        |        |
| Blancs et nuls                                     | Blancs et nuls      | Blancs et nuls | 178          | 3,02         | 250         | 3,68        |        |        |
| Exprimés                                           | Exprimés            | Exprimés       | 5 722        | 96,98        | 6 537       | 96,32       |        |        |
| * Liste du maire sortant                           |                     |                |              |              |             |             |        |        |

### Lévignac(Haute-Garonne)
- Maire sortant : Frédéric Lahache (SE)
- Maire élu : Stéphane Charpentier (SE)

- Contexte : Démission de plus d'un tiers des membres du conseil municipal.

| Tête de liste          | Tête de liste        | Liste       | Premier tour | Premier tour | Sièges | Sièges |
| Tête de liste          | Tête de liste        | Liste       | Voix         | %            | CM     | CC     |
| ---------------------- | -------------------- | ----------- | ------------ | ------------ | ------ | ------ |
|                        | Stéphane Charpentier | SE          | 422          | 51,90        | 15     | 2      |
| Ensemble pour Lévignac |                      |             | 422          | 51,90        | 15     | 2      |
|                        | Jean-Luc Darme       | SE          | 391          | 48,09        | 4      | 0      |
| Nouvel élan            |                      |             | 391          | 48,09        | 4      | 0      |
|                        |                      |             |              |              |        |        |
| Inscrits               | Inscrits             | Inscrits    | 1 643        | 100,00       |        |        |
| Abstentions            | Abstentions          | Abstentions | 789          | 48,02        |        |        |
| Votants                | Votants              | Votants     | 854          | 51,98        |        |        |
| Blancs                 | Blancs               | Blancs      | 20           | 2,34         |        |        |
| Nuls                   | Nuls                 | Nuls        | 21           | 2,46         |        |        |
| Exprimés               | Exprimés             | Exprimés    | 813          | 95,20        |        |        |

### Lauterbourg(Bas-Rhin)
- Maire sortant : Jean-Michel Fetsch (DVD)
- Maire élu : Joseph Saum (SE)

- Contexte : Décès du maire sortant.

|                                    | Joseph Saum *   | SE          | 512   | 71,21  | 17 | 4 |  |  |
| Toujours ensemble pour Lauterbourg |                 |             | 512   | 71,21  | 17 | 4 |  |  |
|                                    | Christophe Bord | SE          | 207   | 28,79  | 2  | 0 |  |  |
| Le Choix pour les Lauterbourgeois  |                 |             | 207   | 28,79  | 2  | 0 |  |  |
|                                    |                 |             |       |        |    |   |  |  |
| Inscrits                           | Inscrits        | Inscrits    | 1 325 | 100,00 |    |   |  |  |
| Abstentions                        | Abstentions     | Abstentions | 576   | 43,47  |    |   |  |  |
| Votants                            | Votants         | Votants     | 749   | 56,53  |    |   |  |  |
| Blancs                             | Blancs          | Blancs      | 7     | 0,93   |    |   |  |  |
| Nuls                               | Nuls            | Nuls        | 23    | 3,07   |    |   |  |  |
| Exprimés                           | Exprimés        | Exprimés    | 719   | 95,99  |    |   |  |  |
| * Liste de la majorité sortante    |                 |             |       |        |    |   |  |  |

### Magny-en-Vexin(Val-d'Oise)
- Maire sortant : Luc Puech d'Alissac (DVD)
- Maire réélu : Luc Puech d'Alissac (DVD)

- Contexte : Démission de plus d'un tiers (16) des membres du conseil municipal[10].

| Tête de liste              | Tête de liste         | Liste          | Premier tour | Premier tour | Second tour | Second tour | Sièges | Sièges |
| Tête de liste              | Tête de liste         | Liste          | Voix         | %            | Voix        | %           | CM     | CC     |
| -------------------------- | --------------------- | -------------- | ------------ | ------------ | ----------- | ----------- | ------ | ------ |
|                            | Luc Puech d'Alissac * | LR             | 586          | 34,71        | 740         | 39,93       | 21     | 10     |
| Magny avec passion         |                       |                | 586          | 34,71        | 740         | 39,93       | 21     | 10     |
|                            | Thomas Vatel          | DVD            | 563          | 33,35        | 713         | 38,48       | 5      | 3      |
| Un avenir pour Magny       |                       |                | 563          | 33,35        | 713         | 38,48       | 5      | 3      |
|                            | Olivier Serre         | PS             | 397          | 23,52        | 400         | 21,58       | 3      | 1      |
| Des compétences pour Magny |                       |                | 397          | 23,52        | 400         | 21,58       | 3      | 1      |
|                            | Ghislaine Salmat      | DVG            | 142          | 8,41         |             |             |        |        |
| Alternative citoyenne      |                       |                | 142          | 8,41         |             |             |        |        |
|                            |                       |                |              |              |             |             |        |        |
| Inscrits                   | Inscrits              | Inscrits       |              | 100,00       |             | 100,00      |        |        |
| Abstentions                |                       |                |              |              |             |             |        |        |
| Votants                    | Votants               | Votants        | 1 732        |              |             |             |        |        |
| Blancs et nuls             | Blancs et nuls        | Blancs et nuls | 44           |              |             |             |        |        |
| Exprimés                   | Exprimés              | Exprimés       | 1 688        |              | 1 853       |             |        |        |
| * Liste du maire sortant   |                       |                |              |              |             |             |        |        |

### Mainvilliers(Eure-et-Loir)
- Maire sortante : Michèle Bonthoux (DVG)
- Maire réélue : Michèle Bonthoux (DVG)

- Contexte : Annulation du scrutin des 15 mars et 28 juin 2020 par le tribunal administratif d’Orléans puis confirmé par le Conseil d'État.

| Tête de liste                            | Tête de liste      | Liste       | Premier tour | Premier tour | Second tour | Second tour | Sièges  | Sièges  |
| Tête de liste                            | Tête de liste      | Liste       | Voix         | %            | Voix        | %           | CM      | CA      |
| ---------------------------------------- | ------------------ | ----------- | ------------ | ------------ | ----------- | ----------- | ------- | ------- |
|                                          | Michèle Bonthoux * | DVG         | 1 183        | 46,80        | 1 441       | 59,06       | 27      | 6       |
| Pour Mainvilliers ensemble, continuons ! |                    |             | 1 183        | 46,80        | 1 441       | 59,06       | 27      | 6       |
|                                          | Michel Cibois      | DVD         | 880          | 34,81        | 999         | 40,94       | 6       | 1       |
| Ensemble passons à l'action              |                    |             | 880          | 34,81        | 999         | 40,94       | 6       | 1       |
|                                          | Marc Lesage        | ÉCO         | 398          | 15,74        | Retrait     | Retrait     | Retrait | Retrait |
| Mainvilliers en vert et pour tous        |                    |             | 398          | 15,74        | Retrait     | Retrait     | Retrait | Retrait |
|                                          | Frédérick Batisne  | LO          | 34           | 1,34         |             |             |         |         |
| Faire entendre le camp des travailleurs  |                    |             | 34           | 1,34         |             |             |         |         |
|                                          | Joël Tanaff        | POID        | 33           | 1,31         |             |             |         |         |
| Unité et résistance                      |                    |             | 33           | 1,31         |             |             |         |         |
|                                          |                    |             |              |              |             |             |         |         |
| Inscrits                                 | Inscrits           | Inscrits    | 6 957        | 100,00       | 6 961       | 100,00      |         |         |
| Abstentions                              | Abstentions        | Abstentions | 4 381        | 62,98        | 4 453       | 63,97       |         |         |
| Votants                                  | Votants            | Votants     | 2 576        | 37,02        | 2 508       | 36,03       |         |         |
| Blancs                                   | Blancs             | Blancs      | 18           | 0,70         | 25          | 1,00        |         |         |
| Nuls                                     | Nuls               | Nuls        | 30           | 1,16         | 43          | 1,71        |         |         |
| Exprimés                                 | Exprimés           | Exprimés    | 2 528        | 98,14        | 2 440       | 97,29       |         |         |
| * Liste de la maire sortante             |                    |             |              |              |             |             |         |         |

### Maisse(Essonne)
- Maire sortant : Claude Duperche (LR)
- Maire élu : Éric Perron (SE)

- Contexte : Démission de plus d'un tiers (8) des membres du conseil municipal.

|                                                  | Éric Perron       | SE          | 370   | 51,68  | 18 | 3 |  |  |
| Maisse, une équipe pour écouter, agir et avancer |                   |             | 370   | 51,68  | 18 | 3 |  |  |
|                                                  | Claude Duperche * | LR          | 346   | 48,32  | 5  | 1 |  |  |
| Ensemble, continuons pour notre village          |                   |             | 346   | 48,32  | 5  | 1 |  |  |
|                                                  |                   |             |       |        |    |   |  |  |
| Inscrits                                         | Inscrits          | Inscrits    | 1 955 | 100,00 |    |   |  |  |
| Abstentions                                      | Abstentions       | Abstentions | 1 217 | 62,25  |    |   |  |  |
| Votants                                          | Votants           | Votants     | 738   | 37,75  |    |   |  |  |
| Blancs                                           | Blancs            | Blancs      | 14    | 1,90   |    |   |  |  |
| Nuls                                             | Nuls              | Nuls        | 8     | 1,08   |    |   |  |  |
| Exprimés                                         | Exprimés          | Exprimés    | 716   | 97,02  |    |   |  |  |
| * Liste du maire sortant                         |                   |             |       |        |    |   |  |  |

### Malansac(Morbihan)
- Maire sortant : Marc de Boysson (LR)
- Maire élue : Morgane Rétho (SE)

- Contexte : Démission du maire et des conseillers municipaux de la majorité[11].

| Tête de liste                       | Tête de liste      | Liste       | Premier tour | Premier tour | Sièges | Sièges |
| Tête de liste                       | Tête de liste      | Liste       | Voix         | %            | CM     | CC     |
| ----------------------------------- | ------------------ | ----------- | ------------ | ------------ | ------ | ------ |
|                                     | Morgane Rétho      | SE          | 612          | 50,16        | 15     | 2      |
| Avenir Malansac                     |                    |             | 612          | 50,16        | 15     | 2      |
|                                     | Marie-France Besse | SE          | 608          | 49,84        | 4      | 1      |
| Poursuivons avec vous pour Malansac |                    |             | 608          | 49,84        | 4      | 1      |
|                                     |                    |             |              |              |        |        |
| Inscrits                            | Inscrits           | Inscrits    | 1 944        | 100,00       |        |        |
| Abstentions                         | Abstentions        | Abstentions | 677          | 34,82        |        |        |
| Votants                             | Votants            | Votants     | 1 267        | 65,17        |        |        |
| Blancs                              | Blancs             | Blancs      | 22           | 1,73         |        |        |
| Nuls                                | Nuls               | Nuls        | 25           | 1,97         |        |        |
| Exprimés                            | Exprimés           | Exprimés    | 1 220        | 96,29        |        |        |

### Mantes-la-Jolie(Yvelines)
- Maire sortant : Raphaël Cognet (DVD)
- Maire réélu : Raphaël Cognet (DVD)

- Contexte : Démission du maire sortant et de plus d'un tiers des membres du conseil municipal.

| Tête de liste                                           | Tête de liste      | Liste                 | Premier tour | Premier tour | Sièges | Sièges |
| Tête de liste                                           | Tête de liste      | Liste                 | Voix         | %            | CM     | CU     |
| ------------------------------------------------------- | ------------------ | --------------------- | ------------ | ------------ | ------ | ------ |
|                                                         | Raphaël Cognet *   | DVD                   | 4 823        | 51,15        | 33     | 10     |
| Un nouveau cap pour Mantes-la-Jolie                     |                    |                       | 4 823        | 51,15        | 33     | 10     |
|                                                         | Jean-Luc Santini   | LR                    | 2 899        | 30,74        | 8      | 2      |
| Mantes unie pour l'avenir                               |                    |                       | 2 899        | 30,74        | 8      | 2      |
|                                                         | Guillaume Quévarec | EÉLV - LFI - PS - PCF | 1 013        | 10,74        | 2      | 1      |
| Le Printemps Mantais                                    |                    |                       | 1 013        | 10,74        | 2      | 1      |
|                                                         | François Gerber    | LREM                  | 412          | 4,37         | 0      | 0      |
| Pour vous, pour Mantes !                                |                    |                       | 412          | 4,37         | 0      | 0      |
|                                                         | Marc Jammet        | PCF dissident         | 219          | 2,32         | 0      | 0      |
| Vivre mieux à Mantes-la-Jolie                           |                    |                       | 219          | 2,32         | 0      | 0      |
|                                                         | Thierry Gonnot     | LO                    | 64           | 0,68         | 0      | 0      |
| Lutte Ouvrière, faire entendre le camp des travailleurs |                    |                       | 64           | 0,68         | 0      | 0      |
|                                                         |                    |                       |              |              |        |        |
| Inscrits                                                | Inscrits           | Inscrits              | 22 527       | 100,00       |        |        |
| Abstentions                                             | Abstentions        | Abstentions           | 12 958       | 57,52        |        |        |
| Votants                                                 | Votants            | Votants               | 9 569        | 42,48        |        |        |
| Blancs et nuls                                          | Blancs et nuls     | Blancs et nuls        | 139          | 1,45         |        |        |
| Exprimés                                                | Exprimés           | Exprimés              | 9 430        | 98,55        |        |        |
| * Liste du maire sortant                                |                    |                       |              |              |        |        |

### Menton(Alpes-Maritimes)
- Maire sortant : Yves Juhel (DVD)
- Maire réélu : Yves Juhel (DVD)

- Contexte :  Démission de plus d'un tiers (23) des membres du conseil municipal.

| Tête de liste                      | Tête de liste    | Liste          | Premier tour | Premier tour | Second tour | Second tour | Sièges | Sièges |
| Tête de liste                      | Tête de liste    | Liste          | Voix         | %            | Voix        | %           | CM     | CA     |
| ---------------------------------- | ---------------- | -------------- | ------------ | ------------ | ----------- | ----------- | ------ | ------ |
|                                    | Yves Juhel *     | DVD            | 3 806        | 35,23        | 4 722       | 43,11       | 28     | 13     |
| Menton pour tous                   |                  |                | 3 806        | 35,23        | 4 722       | 43,11       | 28     | 13     |
|                                    | Sandra Paire     | LR             | 3 566        | 33,01        | 4 408       | 40,24       | 8      | 4      |
| Unis pour Menton                   |                  |                | 3 566        | 33,01        | 4 408       | 40,24       | 8      | 4      |
|                                    | Anthony Malvault | RN             | 1 999        | 18,50        | 1 824       | 16,65       | 3      | 1      |
| Menton avec vous                   |                  |                | 1 999        | 18,50        | 1 824       | 16,65       | 3      | 1      |
|                                    | Stéphanie Loisy  | DVG            | 1 008        | 9,33         |             |             |        |        |
| Reconcilions Menton                |                  |                | 1 008        | 9,33         |             |             |        |        |
|                                    | Marjorie Jouen   | DIV            | 424          | 3,93         |             |             |        |        |
| Collectif citoyen Menton autrement |                  |                | 424          | 3,93         |             |             |        |        |
|                                    |                  |                |              |              |             |             |        |        |
| Inscrits                           | Inscrits         | Inscrits       | 22 086       | 100,00       | 22 049      | 100,00      |        |        |
| Abstentions                        | Abstentions      | Abstentions    | 11 052       | 50,04        | 10 659      | 48,34       |        |        |
| Votants                            | Votants          | Votants        | 11 034       | 49,96        | 11 390      | 51,65       |        |        |
| Blancs et nuls                     | Blancs et nuls   | Blancs et nuls | 231          | 2,09         | 436         | 3,83        |        |        |
| Exprimés                           | Exprimés         | Exprimés       | 10 803       | 97,91        | 10 954      | 96,17       |        |        |
| * Liste du maire sortant           |                  |                |              |              |             |             |        |        |

### Montholon(Yonne)
- Maire sortant : Pascal Jolly (SE)
- Maire élu : Fernando Dias Goncalves (SE)

- Contexte : Démission de plus d'un tiers (10 dont celle du maire) des membres du conseil municipal.

|                        | Fernando Dias Goncalves | SE             | 658   | 58,23  | 22 | 6 |  |  |
| Agissons pour l'avenir |                         |                | 658   | 58,23  | 22 | 6 |  |  |
|                        | David Sevin             | SE             | 472   | 41,77  | 5  | 2 |  |  |
| Construisons Montholon |                         |                | 472   | 41,77  | 5  | 2 |  |  |
|                        |                         |                |       |        |    |   |  |  |
| Inscrits               | Inscrits                | Inscrits       | 2 143 | 100,00 |    |   |  |  |
| Abstentions            | Abstentions             | Abstentions    | 960   | 44,80  |    |   |  |  |
| Votants                | Votants                 | Votants        | 1 183 | 55,20  |    |   |  |  |
| Blancs et nuls         | Blancs et nuls          | Blancs et nuls | 53    | 4,48   |    |   |  |  |
| Exprimés               | Exprimés                | Exprimés       | 1 130 | 95,52  |    |   |  |  |

### Mûrs-Erigné(Maine-et-Loire)
- Maire sortant : Damien Coiffard (DVD)
- Maire élu : Jérôme Foyer (DVG)

- Contexte : Démission de plus d'un tiers des membres du conseil municipal.

| Tête de liste             | Tête de liste  | Liste       | Premier tour | Premier tour | Second tour | Second tour | Sièges | Sièges |
| Tête de liste             | Tête de liste  | Liste       | Voix         | %            | Voix        | %           | CM     | ALM    |
| ------------------------- | -------------- | ----------- | ------------ | ------------ | ----------- | ----------- | ------ | ------ |
|                           | Jérôme Foyer   | DVG         | 706          | 35,44        | 799         | 38,23       | 20     | 3      |
| Mûrs-Erigné en actes      |                |             | 706          | 35,44        | 799         | 38,23       | 20     | 3      |
|                           | Odile Ginestet | DVD         | 649          | 32,58        | 718         | 34,35       | 5      | 0      |
| Mûrs-Erigné au cœur       |                |             | 649          | 32,58        | 718         | 34,35       | 5      | 0      |
|                           | Brigitte Favry | DVD         | 637          | 31,98        | 573         | 27,42       | 4      | 0      |
| Ensemble pour Mûrs-Erigné |                |             | 637          | 31,98        | 573         | 27,42       | 4      | 0      |
|                           |                |             |              |              |             |             |        |        |
| Inscrits                  | Inscrits       | Inscrits    | 4 476        | 100,00       | 4 477       | 100,00      |        |        |
| Abstentions               | Abstentions    | Abstentions | 2 439        | 54,49        | 2 349       | 52,47       |        |        |
| Votants                   | Votants        | Votants     | 2 037        | 45,51        | 2 128       | 47,53       |        |        |
| Blancs                    | Blancs         | Blancs      | 30           | 1,47         | 22          | 1,03        |        |        |
| Nuls                      | Nuls           | Nuls        | 15           | 0,73         | 16          | 0,75        |        |        |
| Exprimés                  | Exprimés       | Exprimés    | 1 992        | 97,79        | 2 090       | 98,21       |        |        |

### Neuilly-sur-Marne(Seine-Saint-Denis)
- Maire sortant : Zartoshte Bakhtiari (DVD)
- Maire réélu : Zartoshte Bakhtiari (DVD)

- Contexte : Annulation du scrutin des 15 mars et 28 juin 2020 par le Conseil d'État.

|                                      | Zartoshte Bakhtiari * | DVD - LREM - LR - UDI - SL - Agir | 6 120  | 73,29  | 35 | 1 |  |  |
| Ensemble, continuons le changement ! |                       |                                   | 6 120  | 73,29  | 35 | 1 |  |  |
|                                      | Yannick Trigance      | PS - EÉLV - PCF - GRS - PRG       | 1 940  | 23,23  | 4  | 0 |  |  |
| Neuilly unie                         |                       |                                   | 1 940  | 23,23  | 4  | 0 |  |  |
|                                      | Jamila Aïna           | DIV                               | 290    | 3,47   | 0  | 0 |  |  |
| Neuilly, c'est notre ville           |                       |                                   | 290    | 3,47   | 0  | 0 |  |  |
|                                      |                       |                                   |        |        |    |   |  |  |
| Inscrits                             | Inscrits              | Inscrits                          | 19 454 | 100,00 |    |   |  |  |
| Abstentions                          | Abstentions           | Abstentions                       | 10 949 | 56,28  |    |   |  |  |
| Votants                              | Votants               | Votants                           | 8 505  | 43,72  |    |   |  |  |
| Blancs                               | Blancs                | Blancs                            | 92     | 1,08   |    |   |  |  |
| Nuls                                 | Nuls                  | Nuls                              | 63     | 0,74   |    |   |  |  |
| Exprimés                             | Exprimés              | Exprimés                          | 8 350  | 98,18  |    |   |  |  |
| * Liste du maire sortant             |                       |                                   |        |        |    |   |  |  |

### Nivillac(Morbihan)
- Maire sortant : Alain Guihard (DVD)
- Maire élu : Guy David (DVD)

- Contexte : Démission du maire sortant Alain Guihard.

| Tête de liste           | Tête de liste | Liste       | Premier tour | Premier tour | Sièges | Sièges |
| Tête de liste           | Tête de liste | Liste       | Voix         | %            | CM     | CC     |
| ----------------------- | ------------- | ----------- | ------------ | ------------ | ------ | ------ |
|                         | Guy David     | DVD         | 870          | 100,00       | 27     | 6      |
| Tous unis pour Nivillac |               |             | 870          | 100,00       | 27     | 6      |
|                         |               |             |              |              |        |        |
| Inscrits                | Inscrits      | Inscrits    | 3 712        | 100,00       |        |        |
| Abstentions             | Abstentions   | Abstentions | 2 628        | 70,80        |        |        |
| Votants                 | Votants       | Votants     | 1 084        | 29,20        |        |        |
| Blancs                  | Blancs        | Blancs      | 62           | 5,72         |        |        |
| Nuls                    | Nuls          | Nuls        | 152          | 14,02        |        |        |
| Exprimés                | Exprimés      | Exprimés    | 870          | 80,26        |        |        |

### Nonancourt(Eure)
- Maire sortant : Éric Aubry (DVD)
- Maire élu : Jean-Loup Justeau

- Contexte : Démission du maire sortant acceptée par le préfet.

|                               | Jean-Loup Justeau  | SE             | 329   | 58,96  | 15 |  |  |  |
| Nonancourt 2022, c'est vous ! |                    |                | 329   | 58,96  | 15 |  |  |  |
|                               | Jean-Paul Langouët | DVD            | 229   | 41,04  | 4  |  |  |  |
| Ensemble pour Nonancourt      |                    |                | 229   | 41,04  | 4  |  |  |  |
|                               |                    |                |       |        |    |  |  |  |
| Inscrits                      | Inscrits           | Inscrits       | 1 312 | 100,00 |    |  |  |  |
| Abstentions                   | Abstentions        | Abstentions    | 742   | 56,55  |    |  |  |  |
| Votants                       | Votants            | Votants        | 570   | 43,45  |    |  |  |  |
| Blancs et nuls                | Blancs et nuls     | Blancs et nuls | 12    | 2,11   |    |  |  |  |
| Exprimés                      | Exprimés           | Exprimés       | 558   | 97,89  |    |  |  |  |

### Orée d'Anjou(Maine-et-Loire)
- Maire sortante : Aline Bray (DVD)
- Maire élu : André Martin (LR)

- Contexte : Démission de plus d'un tiers des membres du conseil municipal.

| Tête de liste                 | Tête de liste        | Liste          | Premier tour | Premier tour | Sièges | Sièges |
| Tête de liste                 | Tête de liste        | Liste          | Voix         | %            | CM     | MC     |
| ----------------------------- | -------------------- | -------------- | ------------ | ------------ | ------ | ------ |
|                               | André Martin         | DVD-LR         | 3 549        | 65,02        | 44     | 6      |
| Rassemblés pour Orée-d'Anjou  |                      |                | 3 549        | 65,02        | 44     | 6      |
|                               | Guylène Leservoisier | ECO            | 1 909        | 34,98        | 9      | 1      |
| Nouvel élan pour Orée-d'Anjou |                      |                | 1 909        | 34,98        | 9      | 1      |
|                               |                      |                |              |              |        |        |
| Inscrits                      | Inscrits             | Inscrits       | 12 562       | 100,00       |        |        |
| Abstentions                   | Abstentions          | Abstentions    | 6 919        | 55,08        |        |        |
| Votants                       | Votants              | Votants        | 5 643        | 44,92        |        |        |
| Blancs et nuls                | Blancs et nuls       | Blancs et nuls | 185          | 3,28         |        |        |
| Exprimés                      | Exprimés             | Exprimés       | 5 458        | 96,72        |        |        |

### Orgères(Ille-et-Vilaine)
- Maire sortant : Yannick Cochaud (DVD)
- Maire réélu : Yannick Cochaud (DVD)

- Contexte : Démission de plus d'un tiers des membres du conseil municipal[19].

| Tête de liste            | Tête de liste     | Liste       | Premier tour | Premier tour | Sièges | Sièges |
| Tête de liste            | Tête de liste     | Liste       | Voix         | %            | CM     | RM     |
| ------------------------ | ----------------- | ----------- | ------------ | ------------ | ------ | ------ |
|                          | Yannick Cochaud * | DVD         | 1 181        | 51,62        | 22     | 1      |
| Orgères, un nouvel élan  |                   |             | 1 181        | 51,62        | 22     | 1      |
|                          | Erwan Moreau      | DVG         | 1 107        | 48,38        | 7      | 0      |
| Ensemble pour Orgères    |                   |             | 1 107        | 48,38        | 7      | 0      |
|                          |                   |             |              |              |        |        |
| Inscrits                 | Inscrits          | Inscrits    | 3 794        | 100,00       |        |        |
| Abstentions              | Abstentions       | Abstentions | 1 395        | 36,77        |        |        |
| Votants                  | Votants           | Votants     | 2 399        | 63,23        |        |        |
| Blancs                   | Blancs            | Blancs      | 79           | 3,29         |        |        |
| Nuls                     | Nuls              | Nuls        | 32           | 1,33         |        |        |
| Exprimés                 | Exprimés          | Exprimés    | 2 288        | 95,37        |        |        |
| * Liste du maire sortant |                   |             |              |              |        |        |

### Persan(Val-d'Oise)
- Maire sortant : Alain Kasse (DVD)
- Maire élu : Valentin Ratieuville (LR)

- Contexte : Démission de plus d'un tiers (18) des membres du conseil municipal[23].

| Tête de liste                 | Tête de liste        | Liste          | Premier tour | Premier tour | Second tour | Second tour | Sièges | Sièges |
| Tête de liste                 | Tête de liste        | Liste          | Voix         | %            | Voix        | %           | CM     | CC     |
| ----------------------------- | -------------------- | -------------- | ------------ | ------------ | ----------- | ----------- | ------ | ------ |
|                               | Valentin Ratieuville | LR             | 896          | 49,26        | 1 011       | 49,68       | 25     | 10     |
| Agissons ensemble pour Persan |                      |                | 896          | 49,26        | 1 011       | 49,68       | 25     | 10     |
|                               | Sébastien Lombard    | GRS-FGR-PS-LFI | 456          | 25,07        | 515         | 25,31       | 4      | 2      |
| Rassembler Persan             |                      |                | 456          | 25,07        | 515         | 25,31       | 4      | 2      |
|                               | Alain Kasse *        | DVD-DVG        | 467          | 25,67        | 509         | 25,01       | 4      | 1      |
| Persan tous ensemble          |                      |                | 467          | 25,67        | 509         | 25,01       | 4      | 1      |
|                               |                      |                |              |              |             |             |        |        |
| Inscrits                      | Inscrits             | Inscrits       | 6 261        | 100,00       | 6 262       | 100,00      |        |        |
| Abstentions                   | Abstentions          | Abstentions    | 4 397        | 70,23        | 4 184       | 66,82       |        |        |
| Votants                       | Votants              | Votants        | 1 864        | 29,77        | 2 078       | 33,18       |        |        |
| Blancs et nuls                | Blancs et nuls       | Blancs et nuls | 45           | 2,41         | 43          | 2,07        |        |        |
| Exprimés                      | Exprimés             | Exprimés       | 1 819        | 97,58        | 2 035       | 97,93       |        |        |
| * Liste du maire sortant      |                      |                |              |              |             |             |        |        |

### Rauzan(Gironde)
- Maire sortant : Gérard César (LR)
- Maire élu : Patrick Nardou

- Contexte : Démission de plus d'un tiers des membres du conseil municipal consécutive à la démission du maire pour raison de santé[29].

| Tête de liste                 | Tête de liste     | Liste          | Premier tour | Premier tour | Second tour | Second tour | Sièges | Sièges |
| Tête de liste                 | Tête de liste     | Liste          | Voix         | %            | Voix        | %           | CM     | CC     |
| ----------------------------- | ----------------- | -------------- | ------------ | ------------ | ----------- | ----------- | ------ | ------ |
|                               | Patrick Nardou    | SE             | 193          | 34,71        | 246         | 40,13       | 11     | 2      |
| Vivre ensemble à Rauzan       |                   |                | 193          | 34,71        | 246         | 40,13       | 11     | 2      |
|                               | Christophe Québec | SE             | 199          | 35,79        | 209         | 34,09       | 2      | 1      |
| Agir pour l'avenir            |                   |                | 199          | 35,79        | 209         | 34,09       | 2      | 1      |
|                               | Sarah Baro        | SE             | 164          | 29,50        | 158         | 25,77       | 2      | 0      |
| Rauzan, aujourd'hui et demain |                   |                | 164          | 29,50        | 158         | 25,77       | 2      | 0      |
|                               |                   |                |              |              |             |             |        |        |
| Inscrits                      | Inscrits          | Inscrits       | 936          | 100,00       |             | 100,00      |        |        |
| Abstentions                   | Abstentions       | Abstentions    | 368          | 39,32        |             |             |        |        |
| Votants                       | Votants           | Votants        | 568          | 60,68        |             |             |        |        |
| Blancs et nuls                | Blancs et nuls    | Blancs et nuls | 12           | 2,11         |             |             |        |        |
| Exprimés                      | Exprimés          | Exprimés       | 556          | 97,89        | 613         |             |        |        |

### Roye(Somme)
- Maire sortant : Pascal Delnef (PS)
- Maire élue : Delphine Delannoy (DVC)

- Contexte : Démission de plus d'un tiers des membres du conseil municipal.

|                              | Delphine Delannoy | DVC         | 1 021 | 53,57  | 23 | 11 |  |  |
| Réunis pour vous             |                   |             | 1 021 | 53,57  | 23 | 11 |  |  |
|                              | Pascal Delnef *   | PS - DVG    | 578   | 30,32  | 4  | 2  |  |  |
| Roye, notre ville            |                   |             | 578   | 30,32  | 4  | 2  |  |  |
|                              | Jean-Luc Villet   | DVG         | 307   | 16,11  | 2  | 1  |  |  |
| Roye qui revit, le Renouveau |                   |             | 307   | 16,11  | 2  | 1  |  |  |
|                              |                   |             |       |        |    |    |  |  |
| Inscrits                     | Inscrits          | Inscrits    |       | 100,00 |    |    |  |  |
| Abstentions                  | Abstentions       | Abstentions |       | 48,50  |    |    |  |  |
| Votants                      | Votants           | Votants     |       | 51,50  |    |    |  |  |
| Blancs et nuls               |                   |             |       |        |    |    |  |  |
| Exprimés                     | Exprimés          | Exprimés    | 1 906 |        |    |    |  |  |
| * Liste du maire sortant     |                   |             |       |        |    |    |  |  |

### Saint-André-des-Eaux(Loire-Atlantique)
- Maire sortante : Catherine Lungart (DVD)
- Maire élu : Mathieu Coënt (PS)

- Contexte : Démission de plus d'un tiers des membres du conseil municipal[30].

| Tête de liste                       | Tête de liste           | Liste    | Premier tour | Premier tour | Second tour | Second tour | Sièges  | Sièges  |
| Tête de liste                       | Tête de liste           | Liste    | Voix         | %            | Voix        | %           | CM      | CC      |
| ----------------------------------- | ----------------------- | -------- | ------------ | ------------ | ----------- | ----------- | ------- | ------- |
|                                     | Sylvie Goslin-Guihéneuf | LR       | 1 130        | 41,67        |             | 44,74       |         |         |
| Saint-André, avant tout !           |                         |          | 1 130        | 41,67        |             | 44,74       |         |         |
|                                     | Mathieu Coënt           | PS       | 898          | 33,11        |             | 55,26       |         |         |
| Pour un avenir durable et solidaire |                         |          | 898          | 33,11        |             | 55,26       |         |         |
|                                     | Catherine Lungart *     | DVD      | 684          | 25,22        | Retrait     | Retrait     | Retrait | Retrait |
| Continuons avec vous                |                         |          | 684          | 25,22        | Retrait     | Retrait     | Retrait | Retrait |
|                                     |                         |          |              |              |             |             |         |         |
| Inscrits                            | Inscrits                | Inscrits |              | 100,00       |             | 100,00      |         |         |
| Abstentions                         |                         |          |              |              |             |             |         |         |
| Votants                             |                         |          |              |              |             |             |         |         |
| Blancs                              |                         |          |              |              |             |             |         |         |
| Nuls                                |                         |          |              |              |             |             |         |         |
| Exprimés                            |                         |          |              |              |             |             |         |         |
| * Liste de la maire sortante        |                         |          |              |              |             |             |         |         |

### Saint-Léger-du-Bourg-Denis(Seine-Maritime)
- Maire sortante : Géraldine Théry (DVG)
- Maire élue : Sophie Boucquiaux (DVG)

- Contexte : Démission de plus d'un tiers des membres du conseil municipal.

| Tête de liste                | Tête de liste     | Liste          | Premier tour | Premier tour | Second tour | Second tour | Sièges | Sièges |
| Tête de liste                | Tête de liste     | Liste          | Voix         | %            | Voix        | %           | CM     | CC     |
| ---------------------------- | ----------------- | -------------- | ------------ | ------------ | ----------- | ----------- | ------ | ------ |
|                              | Sophie Boucquiaux | DVG            | 539          | 46,11        | 506         | 47,60       | 21     | 1      |
| Vivre Saint-Léger avec vous  |                   |                | 539          | 46,11        | 506         | 47,60       | 21     | 1      |
|                              | Yann Queval       | SE             | 386          | 33,02        | 357         | 33,58       | 4      | 0      |
| Saint-Léger autrement        |                   |                | 386          | 33,02        | 357         | 33,58       | 4      | 0      |
|                              | Géraldine Théry * | DVG            | 244          | 20,87        | 200         | 18,81       | 2      | 0      |
| Avançons ensemble            |                   |                | 244          | 20,87        | 200         | 18,81       | 2      | 0      |
|                              |                   |                |              |              |             |             |        |        |
| Inscrits                     | Inscrits          | Inscrits       | 2 643        | 100,00       | 2 636       | 100,00      |        |        |
| Abstentions                  | Abstentions       | Abstentions    | 1 474        | 55,77        | 1 547       | 58,76       |        |        |
| Votants                      | Votants           | Votants        | 1 169        | 44,23        | 1 085       | 41,24       |        |        |
| Blancs et nuls               | Blancs et nuls    | Blancs et nuls | 0            | 0,00         | 22          | 2,03        |        |        |
| Exprimés                     | Exprimés          | Exprimés       | 1 169        | 100,00       | 1 063       | 97,97       |        |        |
| * Liste de la maire sortante |                   |                |              |              |             |             |        |        |

### Saint-Martin-du-Tertre(Val-d'Oise)
- Maire sortant : Thierry Pichery (DVG)
- Maire réélu : Thierry Pichery (DVG)

- Contexte : Annulation du scrutin des 15 mars et 28 juin 2020 par le tribunal administratif de Cergy-Pontoise puis confirmé par le Conseil d'État.

|                                                    | Thierry Pichery * | DVG            | 532   | 59,51  | 19 | 2 |
| L’avenir c’est ensemble                            |                   |                | 532   | 59,51  | 19 | 2 |
|                                                    | Jacques Féron     | DVD            | 362   | 40,49  | 4  | 1 |
| Nouvelles perspectives pour Saint-Martin-du-Tertre |                   |                | 362   | 40,49  | 4  | 1 |
|                                                    |                   |                |       |        |    |   |
| Inscrits                                           | Inscrits          | Inscrits       | 1 854 | 100,00 |    |   |
| Abstentions                                        | Abstentions       | Abstentions    | 934   | 50,38  |    |   |
| Votants                                            | Votants           | Votants        | 920   | 49,62  |    |   |
| Blancs et nuls                                     | Blancs et nuls    | Blancs et nuls | 26    | 2,83   |    |   |
| Exprimés                                           | Exprimés          | Exprimés       | 894   | 97,17  |    |   |
| * Liste du maire sortant                           |                   |                |       |        |    |   |

### Saint-Rémy-de-Provence(Bouches-du-Rhône)
- Maire sortant : Hervé Chérubini (PS)
- Maire réélu : Hervé Chérubini (PS)

- Contexte : Annulation du scrutin des 15 mars et 28 juin 2020 par le tribunal administratif de Marseille puis confirmé par le Conseil d'État.

| Tête de liste                                       | Tête de liste       | Liste       | Premier tour | Premier tour | Second tour | Second tour | Sièges  | Sièges  |
| Tête de liste                                       | Tête de liste       | Liste       | Voix         | %            | Voix        | %           | CM      | CC      |
| --------------------------------------------------- | ------------------- | ----------- | ------------ | ------------ | ----------- | ----------- | ------- | ------- |
|                                                     | Hervé Chérubini *   | PS          | 2 579        | 47,40        | 3 196       | 55,27       | 23      |         |
| Défendons notre histoire, construisons notre avenir |                     |             | 2 579        | 47,40        | 3 196       | 55,27       | 23      |         |
|                                                     | Romain Thomas       | LR-DVD      | 2 074        | 38,12        | 2 586       | 44,73       | 6       |         |
| Le renouveau Saint-Rémois                           |                     |             | 2 074        | 38,12        | 2 586       | 44,73       | 6       |         |
|                                                     | Gisèle Perrot-Ravez | SE          | 686          | 12,61        | Retrait     | Retrait     | Retrait | Retrait |
| Saint-Rémy Transitions                              |                     |             | 686          | 12,61        | Retrait     | Retrait     | Retrait | Retrait |
|                                                     | Didier Andres       | ECO         | 102          | 1,87         |             |             |         |         |
| Mouvement citoyens saint-rémois                     |                     |             | 102          | 1,87         |             |             |         |         |
|                                                     |                     |             |              |              |             |             |         |         |
| Inscrits                                            | Inscrits            | Inscrits    | 9 152        | 100,00       | 9 153       | 100,00      |         |         |
| Abstentions                                         | Abstentions         | Abstentions | 3 589        | 39,22        | 3 211       | 35,08       |         |         |
| Votants                                             | Votants             | Votants     | 5 563        | 60,78        | 5 942       | 64,92       |         |         |
| Blancs                                              | Blancs              | Blancs      | 54           | 0,97         | 78          | 1,31        |         |         |
| Nuls                                                | Nuls                | Nuls        | 68           | 1,22         | 82          | 1,38        |         |         |
| Exprimés                                            | Exprimés            | Exprimés    | 5 441        | 97,81        | 5 782       | 97,31       |         |         |
| * Liste du maire sortant                            |                     |             |              |              |             |             |         |         |